# Lecanora latens
Lecanora latens är en lavart som beskrevs av Printzen. Lecanora latens ingår i släktet Lecanora och familjen Lecanoraceae.   Inga underarter finns listade i Catalogue of Life.